# Amanda Hardy
Amanda Jane Hardy (* 10. Dezember 1971 in Melbourne) ist eine australische Badmintonspielerin.

## Karriere
Amanda Hardy nahm 1996 und 2000 sowohl im Damendoppel als auch im Mixed an Olympia teil. Sie verlor jedoch bei allen vier Starts ihr Auftaktmatch und wurde somit jeweils 17. in der Endabrechnung. Erfolgreicher war sie bei den Australian International, die sie sieben Mal gewinnen konnte. Bei der Ozeanienmeisterschaft 1999 gewann sie Gold im Doppel und Silber im Mixed.

## Sportliche Erfolge
| Saison | Veranstaltung                 | Disziplin   | Platz | Name                          |
| ------ | ----------------------------- | ----------- | ----- | ----------------------------- |
| 1992   | Australian International      | Damendoppel | 1     | Amanda Hardy / Lisa Campbell  |
| 1993   | Australian International      | Mixed       | 1     | Mark Nichols / Amanda Hardy   |
| 1993   | Australian International      | Damendoppel | 1     | Amanda Hardy / Lisa Campbell  |
| 1994   | Australian International      | Mixed       | 1     | Mark Nichols / Amanda Hardy   |
| 1995   | Australian International      | Mixed       | 1     | Paul Stevenson / Amanda Hardy |
| 1995   | South Australia International | Damendoppel | 1     | Amanda Hardy / Rhonda Cator   |
| 1995   | South Australia International | Mixed       | 1     | Paul Stevenson / Amanda Hardy |
| 1995   | Auckland International        | Mixed       | 1     | Paul Stevenson / Amanda Hardy |
| 1995   | Australian International      | Damendoppel | 1     | Amanda Hardy / Rhonda Cator   |
| 1998   | Australian International      | Damendoppel | 1     | Rhonda Cator / Amanda Hardy   |
| 1999   | Ozeanienmeisterschaft         | Damendoppel | 1     | Rhonda Cator / Amanda Hardy   |
| 1999   | Ozeanienmeisterschaft         | Mixed       | 2     | David Bamford / Amanda Hardy  |
| 1999   | Waikato International         | Mixed       | 1     | Rhonda Cator / Amanda Hardy   |
| 1999   | Auckland International        | Damendoppel | 1     | Rhonda Cator / Amanda Hardy   |